# 2014 en boxe anglaise
| Années de la boxe anglaise : 2011 - 2012 - 2013 - 2014 - 2015 - 2016 - 2017    |
| Décennies de la boxe anglaise : 1980 - 1990 - 2000 - 2010 - 2020 - 2030 - 2040 |

Résumé de l'année 2014 en boxe anglaise.

## Boxe professionnelle

### Janvier
- 03/01/14 : Argenis Méndez (21-3-1, 11 KO), champion IBF poids super-plumes, perd par KO au second round contre Rances Barthelemy (20-0, 13 KO).
- 22/01/14 : Amnat Ruenroeng (12-0, 5 KO) remporte le titre vacant de champion IBF poids mouches aux points contre Rocky Fuentes (35-7-2, 20 KO).
- 25/01/14 : Marco Huck (37-2-1, 26 KO), champion WBO poids lourds-légers, bat au 6eround Firat Arslan (33-7-2, 21 KO).
- 25/01/14 : Lamont Peterson (32-2-1, 16 KO), champion IBF poids super-légers l'emporte aux points contre Dierry Jean (25-1, 17 KO).
- 25/01/14 : Mikey Garcia (34-0, 28 KO), champion WBO poids super-plumes s'impose aux points face à Juan Carlos Burgos (30-2-2, 20 KO).

### Février
- 01/02/14 : Gennady Golovkin (29-0, 26 KO), champion WBA poids moyens, stoppe au 7e round Osumanu Adama (22-4, 16 KO).
- 05/02/14 : Xiong Zhao Zhong (28-5-1, 22 KO), champion WBC poids pailles, perd son titre par arrêt de l'arbitre au 5e round contre Oswaldo Novoa (13-4-1, 8 KO).
- 08/02/14 : Adrian Hernandez (29-2-1, 18 KO), champion WBC poids mi-mouches, bat au 3e round Janiel Rivera (10-2-2, 6 KO).
- 22/02/14 : Miguel Vazquez (34-3, 16 KO), champion IBF poids légers, bat aux points Denis Shafikov (33-1-1, 18 KO).

### Mars
- 01/03/14 : Robert Stieglitz (46-4, 26 KO), champion WBO poids super-moyens, perd aux points contre Arthur Abraham (39-4, 28 KO).
- 01/03/14 : Ricky Burns (36-3-1, 11 KO), champion WBO poids légers, s'incline aux points contre Terence Crawford (23-0, 16 KO).
- 01/03/14 : Orlando Salido (41-12-2, 28 KO), champion WBO poids plumes, s'impose aux points face à Vasyl Lomachenko (1-1, 0 KO).
- 01/03/14 : Hekkie Budler (25-1, 8 KO), remporte le titre vacant de champion WBA poids pailles en battant par KO au 1er round Karluis Diaz (21-5, 14 KO).
- 08/03/14 : Leo Santa Cruz (27-0-1, 15 KO), champion WBC poids super-coqs, bat aux points Cristian Mijares (49-8-2, 24 KO).
- 15/03/14 : Danny Garcia (28-0, 16 KO), champion WBA & WBC poids super-légers, l'emporte aux points face à Mauricio Herrera (20-4, 7 KO).
- 22/03/14 : Anselmo Moreno (35-2-1, 12 KO), champion WBA poids super-coqs, domine aux points Javier Nicolas Chacon (19-2, 4 KO).
- 22/03/14 : Merlito Sabillo (23-1-1, 12 KO), champion WBO poids pailles, perd son titre par arrêt de l'arbitre à la 10e reprise contre Francisco Rodriguez Jr. (13-2, 9 KO).
- 26/03/14 : Kohei Kono (30-8, 13 KO), bat par KO au 8e round Denkaosan Kaovichit (62-4-1, 26 KO) et s'empare du titre vacant de champion WBA poids super-mouches.
- 29/03/14 : Stuart Hall (16-2-2, 7 KO), champion IBF poids coqs, fait match nul contre Martin Ward (18-2-1, 4 KO).
- 29/03/14 : Sergey Kovalev (24-0-1, 22 KO), champion WBO poids mi-lourds, bat par KO au 7e round Cedric Agnew (26-1, 13 KO).

### Avril
- 06/04/14 : Akira Yaegashi (20-3, 10 KO), champion WBC poids mouches, bat par KO au 9e round Odilon Zaleta (15-4, 8 KO).
- 06/04/14 : Adrian Hernandez (29-3-1, 18 KO), champion WBC poids mi-mouches, perd au 6e round face à Naoya Inoue (6-0, 5 KO).
- 12/04/14 : Timothy Bradley (31-1, 12 KO), champion WBO poids welters, perd son titre aux points contre Manny Pacquiao (56-5-2, 38 KO).
- 19/04/14 : Bernard Hopkins (55-6-2, 32 KO), champion IBF poids mi-lourds, domine aux points Beibut Shumenov (14-2, 9 KO), champion WBA.
- 19/04/14 : Peter Quillin (31-0, 22 KO), champion WBO poids moyens, bat aux points Lukas Konecny (50-5, 23 KO).
- 19/04/14 : Shawn Porter (24-0-1, 15 KO), champion IBF poids welters, bat par arrêt de l'arbitre au 4e round Paul Malignaggi (33-6, 7 KO).
- 23/04/14 : Kiko Martinez (31-4, 23 KO), champion IBF poids super-coqs, bat par arrêt de l'arbitre au 7e round Hozumi Hasegawa (33-5, 15 KO).
- 23/04/14 : Shinsuke Yamanaka (21-0-2, 16 KO), champion WBC poids coqs, bat par arrêt de l'arbitre au 9e round Stephane Jamoye (25-5, 15 KO).
- 26/04/14 : Wladimir Klitschko (62-3, 52 KO), champion WBA, IBF et WBO poids lourds, bat par arrêt de l'arbitre au 5e round  Alex Leapai (30-5-3, 24 KO).
- 26/04/14 : Juan Francisco Estrada (26-2, 19 KO), champion WBA et WBO poids mouches, bat par arrêt de l'arbitre au 10e round Richie Mepranum (27-4-1, 6 KO).
- 26/04/14 : Omar Figueroa (23-0-1, 17 KO) domine aux points Jerry Belmontes (19-4, 5 KO) et devient champion WBC poids légers.

### Mai
- 03/05/14 : Arthur Abraham (40-4, 28 KO), champion WBO poids super-moyens, bat aux points Nikola Sjekloca (26-2, 8 KO).
- 03/05/14 : Floyd Mayweather Jr. (46-0, 26 KO), champion WBA poids welters, bat aux points Marcos Rene Maidana (35-4, 31 KO), champion WBC.
- 07/05/14 : Amnat Ruenroeng (13-0, 5 KO), champion IBF poids mouches, domine aux points Kazuto Ioka (14-1, 9 KO).
- 07/05/14 : Katsunari Takayama (27-6, 10 KO), champion IBF poids pailles, conserve son titre aux points contre Shin Ono (17-6-2, 2 KO).
- 10/05/14 : Bermane Stiverne (24-1-1, 21 KO) bat par arrêt de l'arbitre au 6e round Chris Arreola (36-4, 31 KO) et s'empare du titre vacant de champion WBC poids lourds.
- 10/05/14 : Donnie Nietes (33-1-4, 18 KO), champion WBO poids mi-mouches, bat au 9e round Moises Fuentes (19-2-1, 10 KO).
- 24/05/14 : Adonis Stevenson (24-1, 20 KO), champion WBC poids mi-lourds, bat aux points Andrzej Fonfara (25-3, 15 KO).
- 24/05/14 : Jhonny Gonzalez (56-8, 47 KO), champion WBC poids plumes, bat aux points Clive Atwell (12-1-1, 7 KO).
- 31/05/14 : Carl Froch (33-2, 24 KO), champion IBF poids super-moyens, bat par KO au 8e round George Groves (19-2, 15 KO).
- 31/05/14 : Srisaket Sor Rungvisai (27-4-1, 25 KO), champion WBC poids super-mouches, perd son titre face à Carlos Cuadras (29-0, 24 KO) par décision technique au 8e round.
- 31/05/14 : Felix Sturm (39-4-2, 18 KO), champion IBF poids moyens, perd aux points contre Sam Soliman (44-11, 18 KO).
- 31/05/14 : Simpiwe Vetyeka (26-3, 16 KO), champion WBA poids plumes, perd son titre face à Nonito Donaire (33-2, 21 KO) par décision technique au 4e round.
- 31/05/14 : Evgeny Gradovich (19-0, 9 KO), champion IBF poids plumes, domine aux points Alexander Miskirtchian (24-3-1, 9 KO).

### Juin
- 07/06/14 : Sergio Gabriel Martinez (51-3-2, 28 KO), champion WBC poids moyens, perd par abandon à l'appel de la 10e reprise contre Miguel Cotto (39-4, 32 KO).
- 14/06/14 : Demetrius Andrade (21-0, 13 KO), champion WBO poids super-welters, bat par arrêt de l'arbitre à la 7e reprise Brian Rose (25-2-1, 7 KO).
- 14/06/14 : Ruslan Provodnikov (23-3, 16 KO), champion WBO poids super-légers, s'incline aux points contre Chris Algieri (20-0, 8 KO).
- 21/06/14 : Vasyl Lomachenko (2-1, 1 KO) remporte le titre vacant de champion WBO poids plumes en battant aux points Gary Russell Jr. (24-1, 14 KO).
- 21/06/14 : Hekkie Budler (26-1, 9 KO), champion WBA poids pailles, bat par KO au 8e round Pigmy Kokietgym (52-7-2, 22 KO).
- 28/06/14 : Terence Crawford (24-0, 17 KO), champion WBO poids légers, bat par arrêt de l'arbitre au 9e round Yuriorkis Gamboa (23-1, 16 KO).
- 28/06/14 : Oswaldo Novoa (14-4-1, 9 KO), champion WBC poids pailles, bat par arrêt de l'arbitre à la 9e reprise Alcides Martinez (12-3-8, 6 KO).

### Juillet
- 10/07/14 :  Argenis Mendez (21-3-1, 11 KO), champion IBF poids super-plumes, perd aux points contre Rances Barthelemy (20-0, 12 KO).
- 12/07/14 :  Tomoki Kameda (30-0, 19 KO), champion WBO poids coqs, bat par KO au 7e round Pungluang Sor Singyu (46-3, 31 KO).
- 18/07/14 : Zolani Tete (19-3, 16 KO) domine aux points Teiru Kinoshita (19-1-1, 3 KO) et remporte le titre vacant de champion IBF poids super-mouches.
- 19/07/14 : Guillermo Rigondeaux (14-0, 9 KO) champion WBA et WBO poids super-coqs, stoppe au 1er round Sod Kokietgym (63-3-1, 28 KO).
- 26/07/14 : Gennady Golovkin (30-0, 27 KO) champion WBA poids moyens, bat par arrêt de l'arbitre au 3e round Daniel Geale (30-3, 16 KO).

### Août
- 02/08/14 : Sergey Kovalev (25-0-1, 23 KO), champion WBO poids mi-lourds, bat par arrêt de l'arbitre au 2e round Blake Caparello (19-1-1, 6 KO).
- 09/08/14 : Francisco Rodriguez Jr. (15-2, 10 KO), champion WBO poids pailles, bat aux points Katsunari Takayama (27-7, 10 KO), champion IBF.
- 09/08/14 : Lamont Peterson (33-2-1, 17 KO), champion IBF poids super-légers, bat par arrêt de l'arbitre au 10e round Edgar Santana (29-5, 20 KO).
- 16/08/14 : Yoan Pablo Hernandez (29-1, 14 KO) champion IBF poids lourds-légers, s'impose aux points par décision partagée contre Firat Arslan (34-8-2, 21 KO).
- 16/08/14 : Omar Figueroa (24-0-1, 18 KO), champion WBC poids légers, bat par arrêt de l'arbitre au 9e round Daniel Estrada (32-3-1, 24 KO).
- 16/08/14 : Sakio Bika (32-6-3, 21 KO), champion WBC poids super-moyens, perd aux points contre Anthony Dirrell (27-0-1, 22 KO).
- 16/08/14 : Shawn Porter (24-1-1, 15 KO), champion IBF poids welters, perd son titre aux points contre Kell Brook (33-0, 22 KO).
- 30/08/14 : Marco Huck (38-2-1, 26 KO), champion WBO poids lourds-légers, bat aux points Mirko Larghetti (21-1, 13 KO).

### Septembre
- 05/09/14 : Naoya Inoue (7-0, 6 KO), champion WBC poids mi-mouches, bat par arrêt de l'arbitre à la 11e reprise Samartlek Kokietgym (17-5, 5 KO).
- 05/09/14 : Akira Yaegashi (20-4, 10 KO), champion WBC poids mouches, s'incline par arrêt de l'arbitre au 9e round face à Roman Gonzalez (40-0, 34 KO).
- 06/09/14 : Juan Francisco Estrada (27-2, 20 KO), champion WBA et WBO poids mouches, bat par arrêt de l'arbitre au 11e round Giovani Segura (32-4-1, 28 KO).
- 06/09/14 : Kiko Martinez (31-5, 23 KO), champion IBF poids super-coqs perd son titre aux points contre Carl Frampton (19-0, 13 KO).
- 10/09/14 : Amnat Ruenroeng (14-0, 5 KO), champion IBF poids mouches, bat de peu aux points McWilliams Arroyo (15-2, 13 KO).
- 13/09/14 : Floyd Mayweather Jr. (47-0, 27 KO), champion WBA & WBC poids welters bat aux points Marcos Rene Maidana (35-5, 31 KO).
- 13/09/14 : Miguel Vazquez (34-4, 13 KO), champion IBF poids légers perd son titre aux points contre Mickey Bey (21-1-1, 10 KO).
- 13/09/14 : Leo Santa Cruz (28-0-1, 16 KO), champion WBC poids super-coqs bat au second round Manuel Roman (17-3-3, 6 KO).
- 19/09/14 : Omar Andres Narvaez (43-1-2, 23 KO), champion WBO poids super-mouches, bat aux points Felipe Orucuta (29-3, 24 KO).
- 20/09/14 : Richar Abril (19-3-1, 8 KO), champion WBA poids légers bat aux points Edis Tatli (23-1, 7 KO).
- 20/09/14 : Carlos Cuadras (30-0-1, 24 KO), champion WBC poids super-mouches conserve son titre face à Jose Salgado (34-2-2, 27 KO). Le combat s'est terminé par un match nul technique au 4e round à la suite d'une coupure de Salgado consécutive à un choc de têtes.
- 20/09/14 : Javier Mendoza (22-2-1, 18 KO) remporte le titre vacant de champion IBF poids mi-mouches aux points face à Ramon Garcia Hirales (20-5-1, 12 KO).
- 26/09/14 : Anselmo Moreno (35-3-1, 12 KO), champion WBA poids coqs, perd son titre aux points face à Juan Carlos Payano (16-0, 8 KO) après l'arrêt du combat au 7e round à la suite d'une coupure à l’œil de ce dernier.
- 27/09/14 : Arthur Abraham (41-4, 28 KO), champion WBO poids super-moyens, bat aux points Paul Smith (35-4, 20 KO).
- 27/09/14 : Krzysztof Wlodarczyk (49-3-1, 35 KO), champion WBC poids lourds-légers, perd son titre aux points contre Grigory Drozd (39-1, 27 KO).
- 27/09/14 : Denis Lebedev (26-2, 20 KO), champion WBA poids lourds-légers, bat par KO au second round Pawel Kolodziej (33-1, 18 KO).

### Octobre
- 04/10/14 : Rancés Barthelemy (21-0, 12 KO), champion IBF poids super-plumes, bat aux points Fernando David Saucedo (52-6-3, 8 KO).
- 04/10/14 : Jhonny Gonzalez (57-8, 48 KO), champion WBC poids plumes, bat par arrêt de l'arbitre au 11e round Jorge Arce (64-8-2, 49 KO).
- 08/10/14 : Sam Soliman (44-12, 18 KO), champion IBF poids moyens, perd son titre aux points contre Jermain Taylor (33-4-1, 40 KO).
- 11/10/14 : Carlos Molina (22-6-2, 6 KO), champion IBF poids super-welters, perd aux points face à Cornelius Bundrage (34-5, 19 KO).
- 18/10/14 : Gennady Golovkin (31-0, 28 KO), champion WBA poids moyens, bat par KO au 2e round  Marco Antonio Rubio (59-7-1, 51 KO).
- 18/10/14 : Nonito Donaire (33-3, 21 KO), champion WBA poids plumes, perd sa ceinture par arrêt de l'arbitre au 6e round contre Nicholas Walters (25-0, 21 KO).
- 22/10/14 : Shinsuke Yamanaka (22-0-2, 16 KO), champion WBC poids coqs, bat aux points Suriyan Sor Rungvisai (37-6-1, 16 KO).
- 25/10/14 :  Randy Caballero (22-0, 13 KO) bat aux points Stuart Hall (16-4-2, 7 KO) et s'empare du titre vacant de champion IBF poids coqs.
- 25/10/14 : Hekkie Budler (27-1, 9 KO), champion WBA poids pailles, domine aux points Xiong Zhao Zhong (24-6-1, 14 KO).

### Novembre
- 01/11/14 :  Tomoki Kameda (31-0, 19 KO), champion WBO poids coqs, bat aux points Alejandro Hernandez (28-11-2, 15 KO).
- 06/11/14 :  Oswaldo Novoa (14-5-1, 9 KO), champion WBC poids pailles, perd son titre par abandon à l'issue de la 9e reprise contre Wanheng Menayothin (36-0, 11 KO).
- 08/11/14 :  Bernard Hopkins (55-7-2, 32 KO), champion WBA et IBF poids mi-lourds, perd ses titres aux points face à Sergey Kovalev (26-0-1, 23 KO), champion WBO.
- 13/11/14 :  Carlos Cuadras (31-0-1, 25 KO), champion WBC poids super-mouches, bat par arrêt de l'arbitre au 6e round Marvin Mabait (19-3-2, 13 KO).
- 15/11/14 :  Wladimir Klitschko (63-3, 53 KO), champion WBA, IBF et WBO poids lourds, bat par KO au 5e round Kubrat Pulev (20-1, 11 KO).
- 15/11/14 :  Donnie Nietes (34-1-4, 20 KO), champion WBO poids mi-mouches, conserve son titre contre Carlos Velarde (26-4-1, 14 KO) par abandon à l'issue du 7e round.
- 22/11/14 :  Manny Pacquiao (57-5-2, 38 KO), champion WBO poids welters, domine aux points Chris Algieri (20-1, 8 KO).
- 22/11/14 :  Vasyl Lomachenko (3-1, 1 KO), champion WBO poids plumes, bat aux points Chonlatarn Piriyapinyo (52-2, 33 KO).
- 22/11/14 :  Takashi Miura (28-2-2, 21 KO), champion WBC poids super-plumes, bat par arrêt de l'arbitre au 6e round  Edgar Puerta (23-5-1, 19 KO).
- 22/11/14 :  Roman Gonzalez (41-0, 35 KO), champion WBC poids mouches, bat par arrêt de l'arbitre à la 6e reprise Rocky Fuentes (35-8-2, 20 KO).
- 29/11/14 :  Terence Crawford (25-0, 17 KO), champion WBO poids légers, bat aux points Raymundo Beltran (29-7-1, 17 KO).

### Décembre
- 13/12/14 : Andy Lee (34-2, 24 KO) bat par arrêt de l'arbitre au 6e round Matvey Korobov (24-0, 14 KO) et s'empare du titre vacant de champion WBO poids moyens.
- 19/12/14 : Adonis Stevenson (25-1, 21 KO), champion WBO poids mi-lourds bat par KO au 5e round  Dmitry Sukhotsky (22-3, 16 KO).
- 30/12/14 : Jorge Linares (38-3, 25 KO) bat par KO au 4e round Javier Prieto (24-8-2, 18 KO) et s'empare du titre vacant de champion WBC poids légers.
- 30/12/14 : Pedro Guevara (24-1-1, 16 KO) bat par KO à la 7e reprise Akira Yaegashi (20-5, 10 KO) et devient champion WBC poids mi-mouches.
- 30/12/14 : Omar Andres Narvaez (43-2-2, 23 KO), champion WBO poids super-mouches, perd sa ceinture par KO au 2d round contre Naoya Inoue (8-0, 7 KO).
- 31/12/14 : Kohei Kono (30-8-1, 13 KO), champion WBA poids super-mouches, fait match nul contre Norberto Jimenez (20-8-4, 10 KO).
- 31/12/14 : Ryoichi Taguchi (21-2-1, 8 KO) bat Alberto Rossel (32-9, 13 KO) aux points et s'empare du titre vacant de champion WBA poids mi-mouches.
- 31/12/14 : Katsunari Takayama (28-7, 11 KO) stoppe au 7e round Go Odaira (11-4-3, 1 KO) et remporte les titres vacants de champion IBF & WBO poids pailles.
- 31/12/14 : Takashi Uchiyama (22-0-1, 17 KO), champion WBA poids super-plumes, bat par abandon à l'issue de la 9e reprise Israël Perez (27-3-1, 16 KO).
- 31/12/14 : Guillermo Rigondeaux (15-0, 10 KO), champion WBO poids super-coqs, bat par abandon au 11e round Hisashi Amagasa (28-5-2, 19 KO).

## Boxe amateur
- Du 31 mai au 7 juin : championnats d'Europe de boxe amateur femmes 2014.
- Du 25 juillet au 2 août : compétitions de boxe aux Jeux du Commonwealth de 2014.
- Du 24 septembre au 3 octobre : compétitions de boxe aux Jeux asiatiques de 2014.

## Principaux décès
- 16 janvier : José Sulaimán, président de la World Boxing Council depuis 1975, 82 ans[1].
- 25 février : Antonio Cermeño, boxeur vénézuélien champion du monde des poids super-coqs WBA (1995), 44 ans.
- 23 mars : Carmelo Bossi, boxeur italien champion du monde des poids super-welters WBA et WBC (1970), 74 ans[2].
- 20 avril : Rubin Carter, boxeur américain, 76 ans[3].
- 26 avril : Sandro Lopopolo, boxeur italien champion du monde des poids super-légers WBA et WBC (1966), 74 ans.
- 6 mai : Jimmy Ellis, boxeur américain champion du monde des poids lourds WBA (1968), 74 ans[4].
- 25 mai : Matthew Saad Muhammad, boxeur américain champion du monde des poids mi-lourds WBC (1979), 59 ans[5].
- 12 juin : Gabriel Bernal, boxeur mexicain champion du monde des poids mouches WBC (1984), 58 ans.
- 16 décembre : Ernie Terrell, boxeur américain champion du monde des poids lourds WBA (1965), 75 ans[6].

Rubin Carter
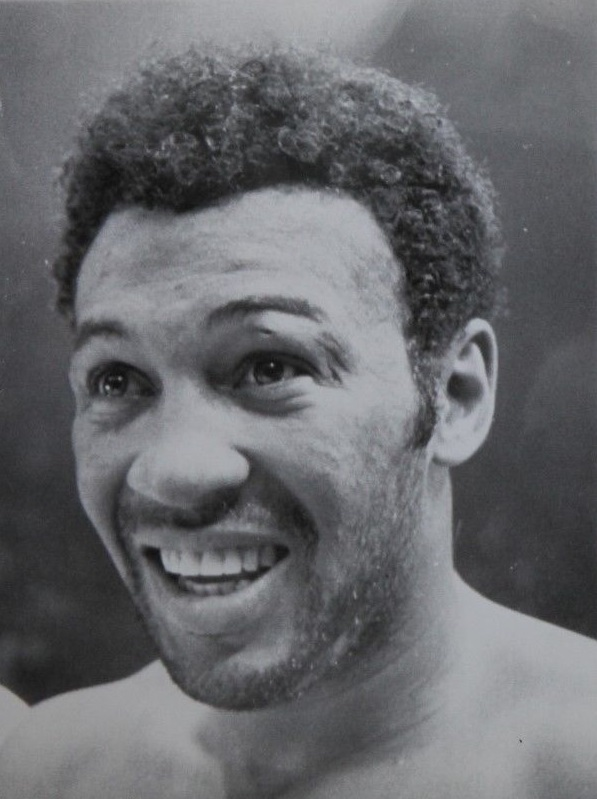
Jimmy Ellis en 1968
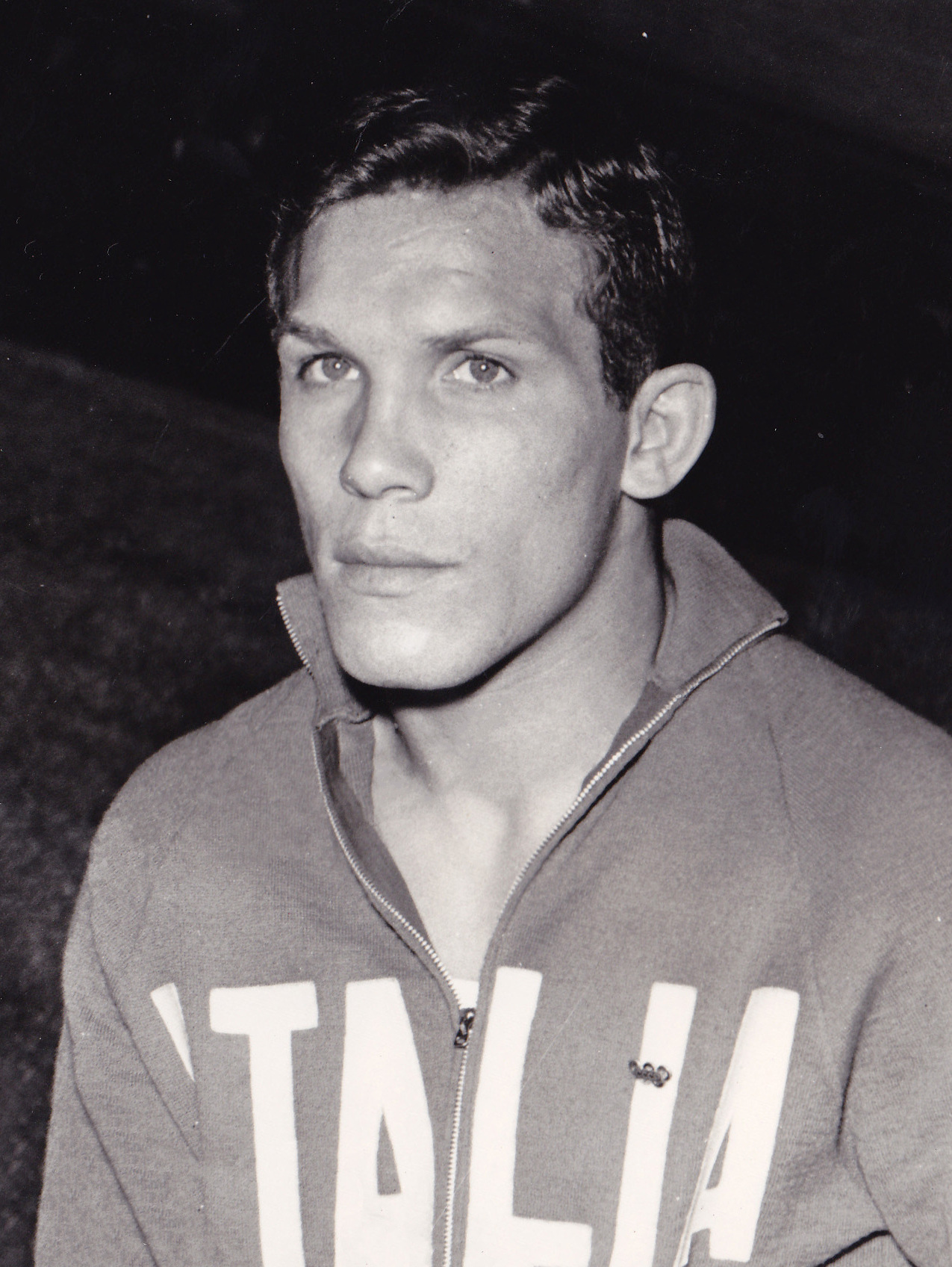
Carmelo Bossi en 1960